# Tamta
Tamta Goduadze, (georgià: თამთა გოდუაძე, grec: Τάμτα Γκοντουάτζε) és una cantant de pop grega nascuda el 10 de gener de 1981 a Geòrgia. Se la coneix professionalment com Tamta i va esdevenir famosa amb la seua participació en el programa Super Idol.

## Biografia
Tamta va néixer i es va criar a Geòrgia, on va començar a cantar quan tot just tenia cinc anys. Durant més de sis anys va formar part d'una banda, al mateix temps que va rebre classes de piano durant set anys i ballet durant quatre. A Geòrgia va guanyar diversos festivals musicals i va participar com a actriu de teatre en alguns musicals amb dotze anys. Tamta va estudiar i es va graduar en literatura russa i anglesa a la Universitat de Llengua Estrangera de Geòrgia.
Amb 22 anys es va traslladar amb la seva família a Grècia, on va decidir participar en el programa "Super Idol", emès per la cadena de televisió MEGA TV. Va quedar en segon lloc i es va donar a conèixer així al públic grec. En aquest mateix any va llançar un single anomenat Eisai to allo mou miso (Ets la meua altra meitat) amb la participació de Stavros Konstantinou.
El seu primer debut discogràfic va arribar amb l'àlbum titulat Tamta, el febrer de 2006, del qual destaquen els temes Ftais (Faraway) i Den Telioni etsi i Agapi. Poc temps després, aquest àlbum va tornar a ser reeditat incloent un tema en què cantava acompanyada pel romanès Mihai Trăistariu.
Malgrat la seva curta carrera musical a Grècia, ha sabut introduir-se al mercat grec gràcies a col·laboracions amb altres artistes nacionals, com per exemple durant l'hivern de 2004, en què va participar en l'Athens Arena amb Giorgos Dalaras iAntonis Remos; i l'estiu de 2005 amb Thanos Petrelis, Katerina Stanisi i Apostoli Zoi a l'Apollon.
El 2006, Tamta va actuar al costat de Peggy Zina i Sakis Ruvàs al Politeia Studio de Salònica. A l'hivern d'aquell mateix any va actuar al VOX d'Atenes i al Fix Live de Salònica.
El gener de 2007 Tamta va ser seleccionada per la Televisió Nacional Grega (ERT) per a representar Grècia al festival d'Eurovisió, al costat de Khristos Dantis i Sarbel, un certamen en què va quedar tercera.
El 2010 va promocionar el seu senzill, Egoista, originalment de la cantant i actriu Belinda. Els drets d'aquesta cançó es van comprar per a llançar el senzill de Tamta a Grècia.
El 2019, Tamta va representar Xipre al Festival de la Cançó d'Eurovisió 2019 a Tel-Aviv (Israel) amb la cançó Replay. Va acabar en tretzè lloc.

### Singles
- 2004: "T' Allo Mou Miso" (duet amb Stavros Konstantinou)
- 2006: "Ftais (Faraway)"
- 2006: "Den Telionei Etsi I Agapi"
- 2006: "Tornero/Tromero (MAD Version)" (duet amb Mihai Trăistariu)
- 2006: "Einai Krima" (duet amb Grigoris Petrakos)
- 2007: "With Love"
- 2007: "Agapise Me"
- 2007: "Agapo (Wanna Play)" (Tamta amb Akis Deiximos)
- 2007: "Mia Stigmi Esi Ki Ego"
- 2008: "Ela Sto Rhythmo"
- 2008: "S' Opoion Aresei (Dansonra)"
- 2009: "Koita Me"
- 2010: "Tharros I Alitheia" (amb Sakis Ruvàs)
- 2010: "Egoista" (amb Isaias Matiaba)

### Videoclips
- 2004: "T' Allo Mou Miso" (Stavros Konstantinou - Tamta)
- 2004: "T' Allo Mou Miso" (MAD Version) (Stavros Konstantinou - Tamta)
- 2006: "Ftais (Faraway)"
- 2006: "Den Telionei Etsi I Agapi"
- 2006: "Tornero / Tromero" (MAD Version) (Mihai Trăistariu - Tamta)
- 2006: "Einai Krima" (Tamta - Grigoris Petrakos)
- 2007: "With Love" (Studio Performance)
- 2007: "Agapise me"
- 2007: "Relax, Take It Easy / Agapise me" (VMA '07)
- 2007: "Agapo (Wanna Play)" (Tamta amb Akis Deiximos)
- 2007: "Mia Stigmi Esi Ki Ego"
- 2008: "Ela Sto Rhythmo"
- 2008: "Se Opoion Aresei (Dansonra)" (VMA '08) Tamta & Stereo Mike
- 2009: "Koita Me"
- 2010: "Tharros I Alitheia" (Tamta amb Sakis Ruvàs)
- 2010: "Egoista" (Live at MAD Video Music Awards 2010) (Tamta amb Isaias Matiaba)